# Un berceau sur un cheval
 (mars 2018).
Si vous disposez d'ouvrages ou d'articles de référence ou si vous connaissez des sites web de qualité traitant du thème abordé ici, merci de compléter l'article en donnant les références utiles à sa vérifiabilité et en les liant à la section « Notes et références ».
Un berceau sur un cheval est un récit d'Évelyne Coquet publié en 1978

## Résumé
En 1977 Évelyne Coquet vient d'avoir un fils, Philippe. Elle demande à un artisan de lui faire un berceau à mettre sur un cheval. Elle entreprend en Écosse avec son mari Caddy et son bébé de 5 mois. Ormeston leur prête 3 chevaux et ils partent pour un long périple avec une tente sur les sentiers. Un jour, le cheval de Philippe s'embourbe mais Caddy les sort. Dans la montagne, ils voient une parade de tétras-lyres. Ils ramènent les chevaux au bout de 2 mois.